# Lawrence Ati-Zigi
Lawrence Ati-Zigi (* 29. listopadu 1996) je ghanský profesionální fotbalista, který hraje na pozici brankáře za FC St. Gallen a ghanský národní tým.
Ati-Zigi reprezentoval Ghanu na úrovni do 17 a do 20 let. Byl na dvou Afrických pohárech národů (2019 a 2021), ale v žádném zápase nehrál. V ghanském národním týmu debutoval v červnu 2018 v přátelském utkání proti Islandu. Byl brankářskou jedničkou ghanské reprezentace na Mistrovství světa ve fotbale 2022.

## Klubová kariéra

### Liefering
V lednu 2015 přišel Ati-Zigi do Red Bull Salzburg z ghanského klubu Red Bull Ghana. Ati-Zigi byl okamžitě poslán na hostování do rezervního týmu FC Liefering, který hraje v Rakouské 2. lize. Připojil se zde k dalším ghanským hráčům včetně Davida Atangy a Raphaela Dwameny. Ati-Zigi debutoval v lize za Liefering 17. dubna 2015, kdy jeho klub porazil TSV Hartberg 4:1 v Untersberg-Areně. Po svém debutu nastoupil do šesti ligových zápasů v řadě. Na konci své první sezóny odehrál šest ligových zápasů za Liefering. Klub skončil na druhém místě v rakouské fotbalové první lize 2014/15.
V následující sezóně nastoupil v 16 z 36 zápasů a klub skončil na čtvrtém místě v rakouské fotbalové první lize 2015/16. Dvakrát se také dostal do týmu Red Bull Salzburg, díky čemuž získal medaili, když Salzburg vyhrál rakouskou fotbalovou Bundesligu 2015/16. Ve své poslední sezóně v Lieferingu odehrál 11 zápasů, pomohl klubu zajistit druhé místo v sezóně 2016/17 v rakouské fotbalové první lize. Celkem se objevil ve 33 zápasech za Liefering.

### Sochaux
V červenci 2017 se Ati-Zigi připojil k francouzskému týmu FC Sochaux-Montbéliard a podepsal s klubem tříletou smlouvu. Znovu se zde setkal se svým bývalým trenérem Peterem Zeidlerem z Lieferingu a Red Bullu Salzburg. Svůj klubový debut si odbyl v prvním kole Coupe de la Ligue 8. srpna 2017 proti Valenciennes, které skončilo prohrou 3:1.
V průběhu sezóny nastupoval pouze jako brankářská dvojka za Maxencem Prévotem, který byl nasazen do základní sestavy 24krát za sebou. Dne 9. února 2019, rok a devět měsíců po podpisu smlouvy s klubem, debutoval v Ligue 2 proti Stade Reims poté, co v 58. minutě nastoupil jako náhradník za Prévota, který utrpěl zranění; Ati-Zigi inkasoval dva góly a Sochaux prohrálo 0:3. Poté si udržel místo brankářské jedničky pro dalších pět ligových zápasů a v jednom udržel čisté konto. Na konci své první sezóny v týmu Montbéliard měl odehráno 12 zápasů, z toho čtyři v Coupe de France, kde byl vždy hlavním brankářem týmu. Pomohl klubu dostat se do osmifinále soutěže po třech vítězstvích v počátečních fázích, včetně chycené penalty v penaltovém rozstřelu 5:4 v prvním kole proti FC Saint-Louis Neuweg a udržení čistého konta v šestnáctifinále proti týmu Ligue 1 Amiens, které skončilo vysokým vítězstvím 6:0. Byli vyřazeni v osmifinále poté, co prohráli s obhájci titulu PSG 4:1.
V sezóně 2018/19 zůstal Ati-Zigi pouze druhým brankářem za Prévotem. Svůj první ligový zápas sezóny odehrál 22. prosince 2018 a udržel čisté konto při výhře 1:0 nad Lorientem.

### St. Gallen
Dne 16. ledna 2020 se Ati-Zigi připojil ke švýcarskému klubu FC St. Gallen na tři a půl roku a jeho smlouva vyprší v červnu 2023. Ati-Zigi debutoval 26. ledna proti FC Lugano v zápase švýcarské Super League a pomohl klubu k vítězství 3:1.
Dne 26. října 2020 byl Ati-Zigi v ligovém zápase proti Luganu vystaven intenzivnímu rasistickému skandování ze strany fanouškovské základny soupeře. Po zápase Lugano vydalo prohlášení a omluvu prostřednictvím sociálních médií St. Gallenu a Ati-Zigimu, ve kterém uvedlo: „Rádi bychom se omluvili FC St. Gallen a Lawrenci Ati-Zigimu. Rasismus nesmí mít ve fotbale místo. Klub udělá vše pro to, aby viníky našel“.
Dne 14. září 2022 St. Gallen oznámil, že Ati-Zigi podepsal novou tříletou smlouvu, která ho udrží ve švýcarském klubu až do roku 2025. Dne 25. října 2022 odehrál Ati-Zigi svůj 100. zápas švýcarské Super League při remíze 1:1 proti Servette.

## Reprezentační kariéra
Ati-Zigi byl členem ghanského národního týmu do 17 let a chytal na Africkém poháru národů do 17 let 2013. V roce 2015 byl povýšen i do týmu Ghany do 20 let, stal se dokonce brankářem pro Mistrovství světa ve fotbale do 20 let 2015. Nastoupil ve všech čtyřech zápasech, ale Ghana byla v osmifinále vyřazena týmem Mali.
Dne 23. srpna 2017 byl Ati-Zigi poprvé povolán do seniorského národního týmu Ghany na kvalifikační zápasy na Mistrovství světa ve fotbale 2018 proti Kongu ve dnech 1. a 5. září 2017. Dne 7. června 2018 debutoval Ati-Zigi v národním týmu Ghany, když nastoupil a odehrál 90 minut v přátelském utkání proti Islandu, které skončilo remízou 2:2.
Ati-Zigi byl součástí ghanského týmu na Africkém poháru národů 2021. Ghana byla vyřazena ve skupinové fázi soutěže.
Dne 14. listopadu 2022 byl Ati-Zigi jmenován do 26členného týmu pro Mistrovství světa ve fotbale 2022. Po zranění brankářské jedničky a dvojky Joe Wollacotta a Richarda Oforiho byl připraven sám zaujmout jejich místo. Dne 17. listopadu nastoupil na post brankáře Ghany a udržel čisté konto v jejich přátelském utkání před mistrovstvím světa při výhře 2:0 nad Švýcarskem. Start v tomto utkání byl jeho prvním startem po více než roce.
Dne 24. listopadu 2022 debutoval na mistrovství světa a nastoupil v úvodním zápase Ghany na šampionátu v zápase proti Portugalsku, který skončil prohrou 2:3. V dalším zápase skupiny proti Jižní Koreji odehrál Ati-Zigi celý zápas a předvedl několik klíčových zákroků, které zajistily Ghaně první vítězství na tomto šampionátu, výhru 3:2. Jeho výkon mu vynesl pozitivní hodnocení a pochvaly od fotbalových fanoušků po celém světě. Ghana nakonec ze šampionátu vypadla po skupinové fázi, když v posledním zápase skupiny prohrála s Uruguayí 0:2.

## Kariérní statistiky

### Reprezentační
Platí k zápasu hranému 2. prosince 2022.
| Národní tým | Rok     | Zápasy | Góly |
| ----------- | ------- | ------ | ---- |
| Ghana       | 2018    | 1      | 0    |
| Ghana       | 2019    | 2      | 0    |
| Ghana       | 2020    | 1      | 0    |
| Ghana       | 2021    | 2      | 0    |
| Ghana       | 2022    | 7      | 0    |
| Celkově     | Celkově | 13     | 0    |

## Úspěchy
Red Bull Salzburg
- Rakouská Bundesliga: 2015/16

St. Gallen
- Poražený finalista Švýcarského poháru: 2020/21, 2021/22

Individuální
- Hráč kola Švýcarské Super League: 14. kolo (2022/23)
- Hráč měsíce Švýcarské Super League: Listopad 2022
- Nejlepší hráč první poloviny sezóny Švýcarské Super League: 2022/23